# Береснєва Ольга Олександрівна
О́льга Олександрівна Береснєва (нар. 1985) — українська плавчиня, світова рекордсменка, майстер спорту України міжнародного класу (2014).

## Життєпис
Народилася 1985 року в місті Маріуполь. Займатися плаванням почала у віці шести років за повчанням свого батька Олександра Береснєва, який теж був плавцем і свого часу представляв Радянський Союз на різних змаганнях. 2002-го закінчила Донецьке училище олімпійського резерву. Увійшла до складу національної та олімпійської збірних з плавання. Виступала за спортивний клуб «Іллічівець».
Від 1998 року — неодноразова чемпіонка й рекордсменка України (дистанції 800 і 1500 метрів).
Переможниця міжнародних змагань і турнірів у Португалії, Люксембурзі, Франції, Бразилії.
Дворазова срібна і бронзова призерка юнацької першості Європи (2000—2001).
2001 року вступила до медичного інституту, однак там себе не знайшла. Тоді ж і тренер поставив перед фактом — або тренуватися у нього, або взагалі не плавати. Виходом із становища стало запрошення Ізраїлю від їхньої збірної. Взяла академічну відпустку і полетіла 2002-го до Ізраїлю. Згодом дізналася, що її без відома із університету відрахували.
На чемпіонаті світу 2003 року в Барселоні показала на дистанції 1500 метрів вільним стилем час 16: 27,76 — тим самим встановила рекорд України в цій дисципліні.
Учасниця Олімпійських ігор у Сіднеї (2004). В жіночому плаванні на 800 метрів вільним стилем посіла підсумкове 23 місце.
В Ізраїлі провела 4 роки. Була відібрана на Олімпіаду від Ізраїлю у 2008 році — заради цього навіть прийняла громадянство. Однак в останній момент її кандидатуру відхилили — саме через національне питання. В Ізраїлі вивчала іврит, здобула кваліфікацію гідрореабілітолога.
2008 року повернулася до України і стала виступати в плаванні на відкритій воді. 2010 року на чемпіонаті Європи (Будапешт) в запливі на 25 км завоювала золоту нагороду.
Стартувала на відкритій воді — на світовій першості в Шанхаї, але тут потрапити в число призерів не змогла.
У 2012 році виступила на Олімпійських іграх в Лондоні, де в запливі на 10 км фінішувала сьомою. Згодом, однак, в її допінг-пробі були виявлені сліди рекомбінантного еритропоетину — в зв'язку з цим Міжнародний олімпійський комітет анулював результат її виступу на Олімпіаді в Лондоні.
Брала участь в чемпіонаті світу 2013 року (Барселона) — на дистанції 10 км показала 18-й результат, на 25 км не фінішувала.
Закінчила Донецький інститут здоров'я, фізичного виховання і спорту та Інститут Вінгейта.
Потрапила до дитячої книги рекордів Гіннесса. 43-разова чемпіонка і рекордсменка України; 6-разова чемпіонка Бразилії; чемпіонка Хорватії; 9-разова чемпіонка та рекордсменка Ізраїлю; 3-разова чемпіонка Франці; 4-разова чемпіонка Словенії.
2015 року завершила професійну кар'єру, зайнялася тренерською діяльністю. В січні 2016 року відкрила власну школу плавання у Маріуполі.
Працювала волонтером із учасниками АТО у Маріуполі в час посилення військового протистояння — як реабілітолог. Вона і батько копали траншеї при обороні Маріуполя.